# Michael Chabon
Michael Chabon, (Washington D.C., 24 mei 1963) is een Amerikaans schrijver van romans, korte verhalen, essays, columns en filmscenario’s. Chabon gebruikt de pseudoniemen Leon Chaim Bach, Malachi B. Cohen, en August Van Zorn.

## Leven & Werk
Op 25-jarige leeftijd debuteerde Michael Chabon met de roman The mysteries of Pittsburgh, een voor een deel autobiografisch verhaal over een student die in een driehoeksverhouding terechtkomt met een jongen en een meisje. Dit boek ontving erg enthousiaste kritieken, maar bij het schrijven aan zijn tweede roman liep Chabon vast, zo zeer dat zijn manuscript uiteindelijk meer dan duizend pagina's telde en Chabon nog geen einde in zicht had. Uiteindelijk liet Chabon dit nooit voltooide boek vallen en schreef in een tijdspanne van enkele maanden de roman Wonderboys (1995), over de cynische schrijver Grady Tripp, die maar niet op kan houden met schrijven aan de roman die zijn magnum opus moet worden.  
In zijn overige werk heeft Chabon zich onderscheiden als een auteur die graag genre-boeken schrijft; zo is The Yiddish Policemens Union (2007) geschreven als een hardboiled detective verhaal, en is The Final Solution (2004)een Sherlock Holmes-verhaal. In 2007 verscheen zijn feuilleton Gentlemen of the Road in boekvorm; dit was een ouderwetse avonturenroman die zich afspeelde in de Middeleeuwen. 
Chabon heeft een aantal belangrijke literaire prijzen gewonnen. Hij kreeg de Pulitzerprijs voor fictie met The Amazing Adventures of Kavalier & Clay, over twee New Yorkse striptekenaars in de Tweede Wereldoorlog. Met Summerland won hij de Mythopoeic Fantasy Award. The Yiddish Policemen's Union, een alternatieve geschiedenis detectiveverhaal dat zich afspeelt in het door joden bevolkte Alaska, bracht hem de Hugo, Nebula en Sidewise Awards.
Chabon heeft meegeschreven aan het verhaal van Spider-Man 2. Zijn roman Wonder Boys kwam in 2000 uit als film met Michael Douglas in de hoofdrol. The Mysteries of Pittsburgh is in 2008 uitgebracht als film met Sienna Miller en Peter Sarsgaard. De gebroeders Coen hebben The Yiddish Policemen's Union in pre-productie.
Chabon woont in  Berkeley, Californië met zijn tweede vrouw, de schrijfster Ayelet Waldman, en hun vier kinderen.

### Romans
- The Mysteries of Pittsburgh (1988 – NL: Geheimen van Pittsburgh)
- Wonder Boys (1995)
- The Amazing Adventures of Kavalier & Clay (2000 – NL: De wonderlijke avonturen van Kavalier & Clay)
- The Final Solution (2004)
- The Yiddish Policemen's Union (2007 – NL: De Jiddische Politiebond)
- Gentlemen of the Road (2007 – NL: Heren van de weg)
- Telegraph Avenue (2012)
- Moonglow (2016 - NL: Maangloed)

### Jeugdboeken
- Summerland (2002 – NL: Zomerland) ISBN 9076341451

### Korte verhalen bundels
- A Model World and Other Stories (1991)
- Werewolves in Their Youth (1999)

### Essay verzamelingen
- Maps and Legends (2008)
- Manhood for amateurs (2009)